# Malaysian Open, Kuala Lumpur 2015
Malaysian Open, Kuala Lumpur 2015 byl tenisový turnaj pořádaný jako součást mužského okruhu ATP World Tour, který se hrál na krytých dvorcích s tvrdým povrchem komplexu Putra Stadium. Konal se mezi 28. září až 4. října 2015 v největším a zároveň hlavním městem Malajsie Kuala Lumpur jako 7. ročník turnaje.
Turnaj s rozpočtem 1 041 540 amerických dolarů patřil do kategorie ATP World Tour 250. Posledním přímým účastníkem v hlavní singlové soutěži se stal 98. gruzínský tenista žebříčku Nikoloz Basilašvili. Nejvýše nasazeným hráčem ve dvouhře byl osmý tenista světa David Ferrer ze Španělska, který svou pozici na turnaji potvrdil a podnik ovládl. Soutěž čtyřhry ovládla filipínsko-finská dvojice Treat Conrad Huey a Henri Kontinen.

## Rozdělení bodů a finančních odměn

### Rozdělení bodů
| Soutěž  | vítězové | finalisté | semifinalisté | čtvrtfinalisté | 16 v kole | 32 v kole | Q  | Q3 | Q2 | Q1 |
| ------- | -------- | --------- | ------------- | -------------- | --------- | --------- | -- | -- | -- | -- |
| dvouhra | 250      | 150       | 90            | 45             | 20        | 0         | 12 | 6  | 0  | 0  |
| čtyřhra | 250      | 150       | 90            | 45             | 0         |           |    |    |    |    |

### Finanční odměny
| Soutěž                              | vítězové | finalisté | semifinalisté | čtvrtfinalisté | 16 v kole | 32 v kole | Q2     | Q1   |
| ----------------------------------- | -------- | --------- | ------------- | -------------- | --------- | --------- | ------ | ---- |
| dvouhra                             | $170 600 | $89 840   | $48 670       | $27 725        | $16 335   | $9 680    | $1 560 | $750 |
| čtyřhra                             | $51 820  | $27 240   | $14 780       | $8 450         | $4 860    | —         | —      | —    |
| částka ve čtyřhře je uvedena na pár |          |           |               |                |           |           |        |      |

## Mužská dvouhra

### Nasazení
| Stát                         | Hráč            | ATP | Nasazení |
| ---------------------------- | --------------- | --- | -------- |
| Španělsko                    | David Ferrer    | 8.  | 1.       |
| Španělsko                    | Feliciano López | 16. | 2.       |
| Chorvatsko                   | Ivo Karlović    | 18. | 3.       |
| Bulharsko                    | Grigor Dimitrov | 19. | 4.       |
| Srbsko                       | Viktor Troicki  | 22. | 5.       |
| Francie                      | Jérémy Chardy   | 26. | 6.       |
| Austrálie                    | Nick Kyrgios    | 42. | 7.       |
| Kanada                       | Vasek Pospisil  | 46. | 8.       |
| Žebříček ATP k 21. září 2015 |                 |     |          |

### Jiné formy účasti
Následující hráči obdrželi divokou kartu do hlavní soutěže:
- Nicolás Almagro
- Ivo Karlović
- Ramkumar Ramanathan

Následující hráči postoupili z kvalifikace:
- Michał Przysiężny
- Júiči Sugita
- Jasutaka Učijama
- Mischa Zverev

### Odhlášení
před zahájením turnaje
- Pablo Carreño Busta → nahradil jej Benjamin Becker
- Pablo Cuevas → nahradil jej Alexander Zverev
- Teimuraz Gabašvili → nahradil jej Nikoloz Basilašvili
- Richard Gasquet → nahradil jej Tacuma Itó
- Steve Johnson → nahradil jej Santiago Giraldo
- Benoît Paire → nahradil jej Radu Albot
- Fernando Verdasco → nahradil jej Oleksandr Nedověsov

### Skrečování
- Santiago Giraldo (onemocnění)
- Oleksandr Nedověsov (zranění zad)

## Mužská čtyřhra

### Nasazení
| Stát                                                                    | Hráč              | Stát        | Hráč           | ATP  | Nasazení |
| ----------------------------------------------------------------------- | ----------------- | ----------- | -------------- | ---- | -------- |
| Jižní Afrika                                                            | Raven Klaasen     | USA         | Rajeev Ram     | 72.  | 1.       |
| Filipíny                                                                | Treat Conrad Huey | Finsko      | Henri Kontinen | 77.  | 2.       |
| USA                                                                     | Eric Butorac      | USA         | Scott Lipsky   | 86.  | 3.       |
| Německo                                                                 | Andre Begemann    | Nový Zéland | Artem Sitak    | 102. | 4.       |
| Žebříček ATP k 21. září 2015; číslo je součtem umístění obou členů páru |                   |             |                |      |          |

### Jiné formy účasti
Následující páry obdržely divokou kartu do hlavní soutěže:
- James Frawley /  Nick Kyrgios
- Mohd Assri Merzuki /  Syed Mohd Agil Syed Naguib

## Přehled finále

### Mužská dvouhra
- David Ferrer vs.  Feliciano López, 7–5, 7–5

### Mužská čtyřhra
- Treat Conrad Huey /  Henri Kontinen vs.  Raven Klaasen /  Rajeev Ram, 7–6(7–4), 6–2